# Dürren-tó
A Dürren-tó (németül: Dürrensee), vagy Landro-tó (olaszul: lago di Landro) egy természetes tó az észak-olaszországi Dolomitokban, Dél-Tirolban, Trentino-Alto Adige régióban, a Höhlenstein-völgyben, a Monte Piana és a Cristallo-hegység lábánál, Toblach (Dobbiaco) község közigazgatási területén. Környéke szigorúan védett természeti örökség.

## Fekvése
A kis tó a Sexteni-Dolomitokat és a Pragsi-Dolomitokat elválasztó Höhlenstein-völgy felső, északi végének közelében, a 2324 méter magas Monte Piana lábánál fekszik, közel a schluderbachi útelágazáshoz, a Cristallo-hegység északi előterében, ahol a Höhlenstein-völgybe keletről a Misurina-völgy, nyugatról a Gemärk-hágó útja betorkollik, Cortina d’Ampezzótól kb. 20 km-re. A tó a Drei Zinnen Natúrpark területén fekszik. Nyugati partja közvetlenül határos a Fanes-Sennes-Prags Natúrparkkal. A tó és környéke szigorúan védett természeti örökség.
A tavat közvetlenül körülvevő hegycsúcsok és völgyek: északon a Rienz patak völgye, délkeleten a Sexteni-Dolomitokhoz sorolt Monte Piana, délen a Monte Cristallo. Szemben, a Höhlenstein-völgy nyugati oldalán a Pragsi-Dolomitokhoz tartozó Geierwand (Parete dell’Avvoltoio) meredek sziklafala, tetején a Strudelkopf (Monte Specie) csúccsal.
A Dürren-tavat a Drei Zinnen előterében eredő Rienz és a Cristallo-hegység északi lejtőjén eredő Popena-patak táplálja. A Rienz – itt még csak kis hegyi patak – a tótól 1 km-re északra lép be a völgybe, átfolyik a tavon, és a Höhlenstein-völgyben folyik tovább észak felé, Toblach és a Puster-völgy irányában. A Rienz-völgy becsatlakozásánál van a „Dreizinnenblick” nevű mező, ahonnan a völgy nyiladékán kelet felé a Drei Zinnen hármas hegycsúcsra nyílik ritka kilátás. Ugyanitt áll az első világháborús osztrák–magyar Landro-erőd. 1915–17 között a tó fölötti hegyoldalakon heves alpesi háború folyt a dél felől támadó olaszok és a erődlánc mentén elsáncolt osztrák–magyar erők között. A tó partjáról drótkötélpályás felvonóval szállították fel az utánpótlást a Monte Piano fennsíkjára. Helyét ma egy kábelgörgőt mintázó emlékmű jelzi.
A Dürren-tó lapos medencéje, kis mélysége (max. 3,5 méter), és a tápláló magashegyi patakok vízhozamának változása a tó vízszintjének erősen ingadozását okozza. Csapadékhiányos nyarakon a tó szintje lesüllyed, a tófenék részei szárazra kerülnek, a víztükör nagy területe teljesen elszigetelődhet a befolyó patakoktól. Itt a víz jobban felmelegszik, mint a hasonló magasságban fekvő hegyi tavaké. Innen származhat a tó német neve („dürr” = száraz, kopár). Nyáron fürdeni is lehet benne. Maximális vízállás idején a tó felveszi legnagyobb kiterjedését, legnagyobb hosszúsága az út mentén kb. 700 méterre, szélessége 300 méterre nő.

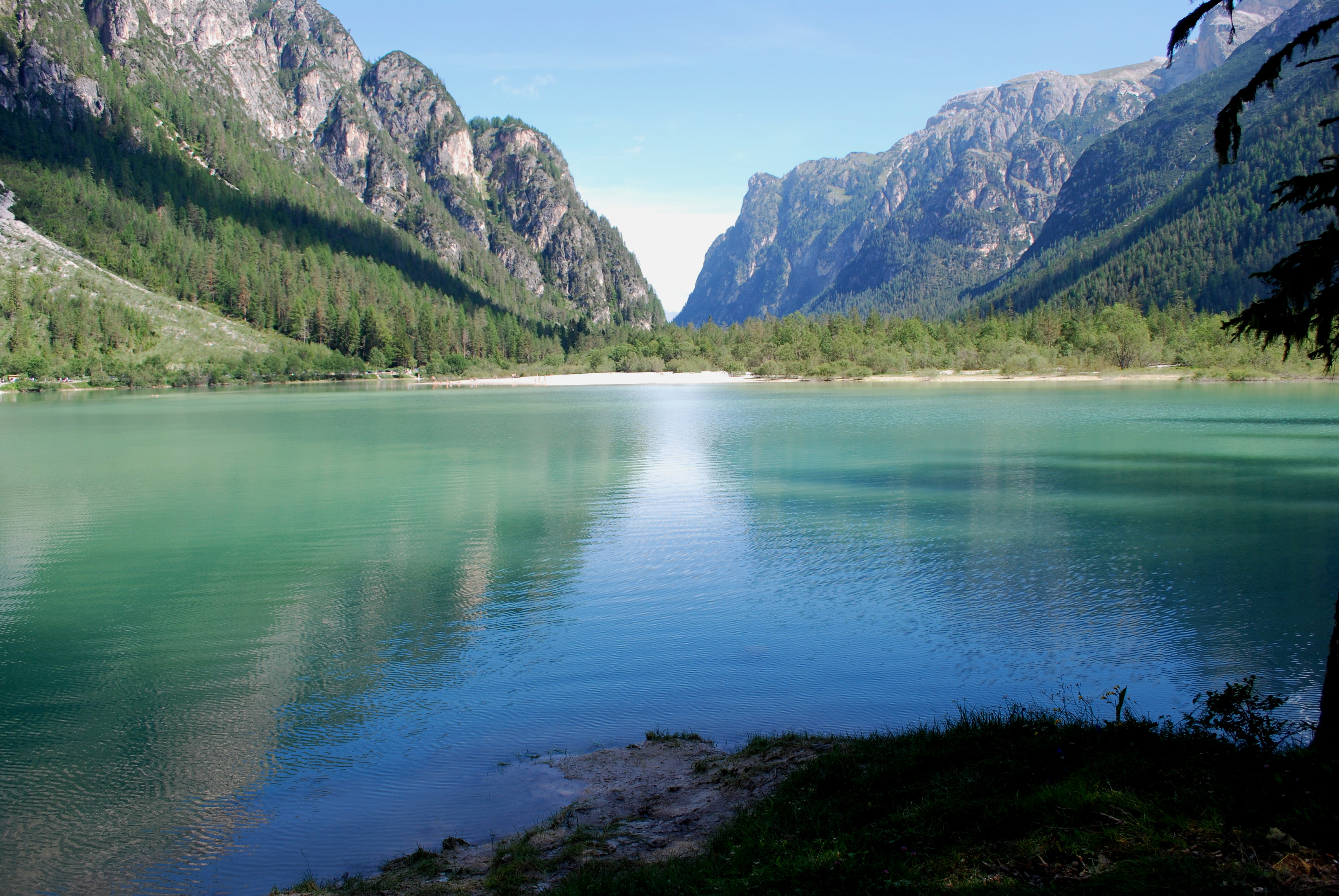
A Höhlenstein-völgy északi része a tó partjáról nézve
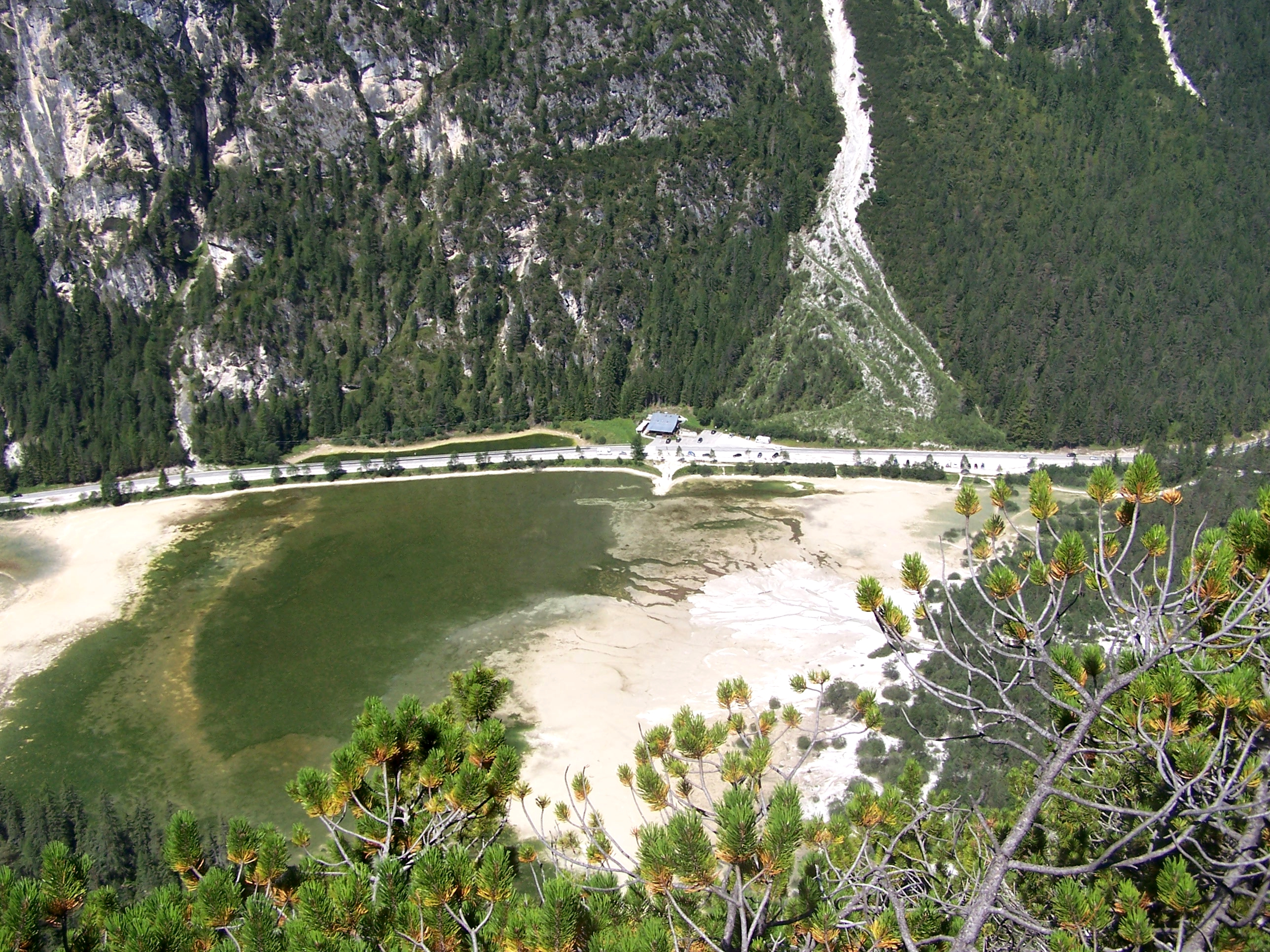
A tó alacsony vízállásnál
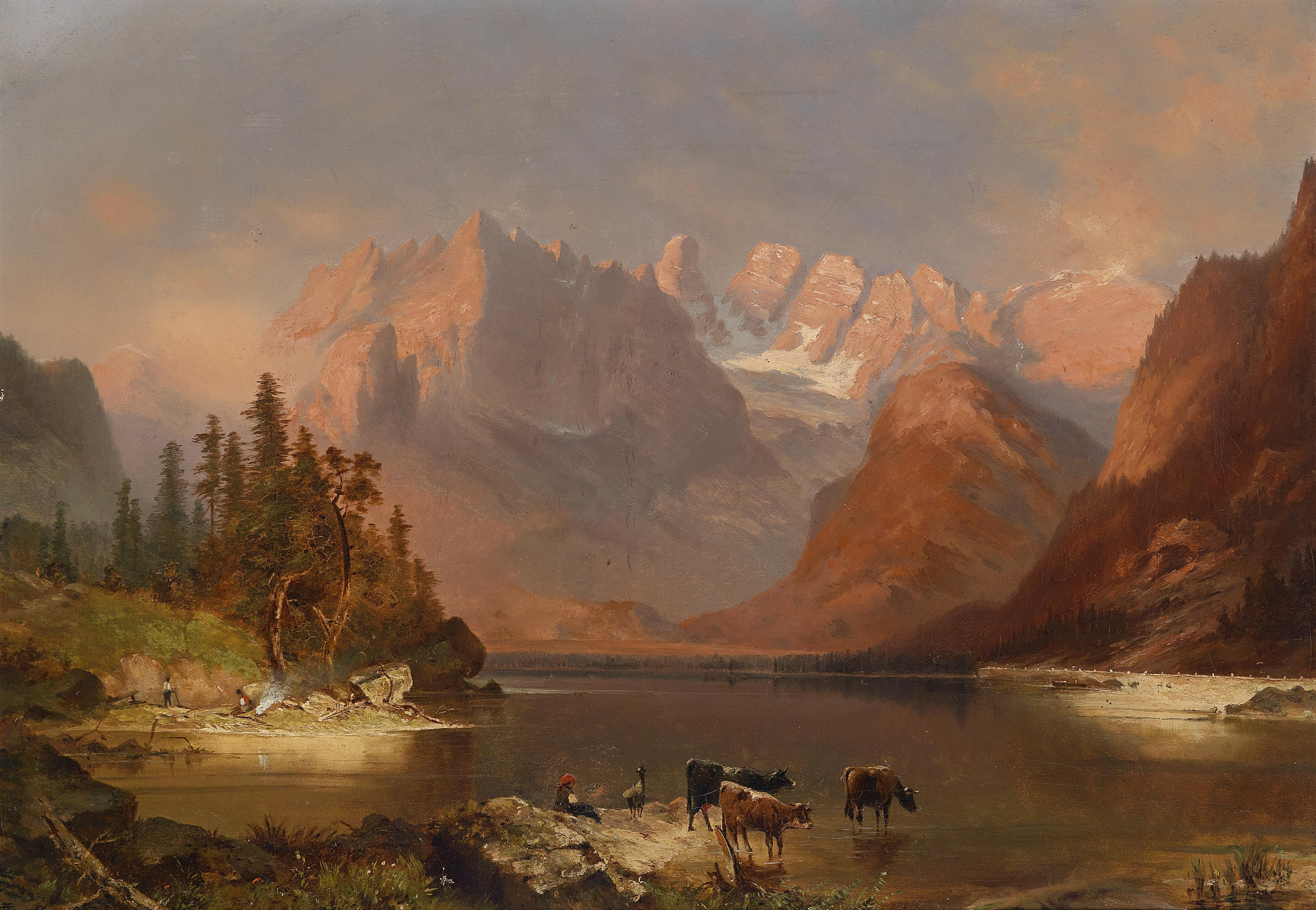
19. századi festmény: Dürren-tó, Cristallo-hegység

## Megközelítése
A Höhlenstein-völgy megközelíthető délről, Cortina d’Ampezzo felől az SS-51-es számú főúton (Strada di Alemagna), a Gemärk-hágón át, vagy az SS48-bis jelű főúton a Tre Croci-hágón át. A két út a Cristallo-hegységet megkerülve Schluderbach községben találkozik, a Höhlenstein-völgyben az SS-51-es jelű főút megy tovább a völgy alsó, északi kijárata, Toblach község felé. Az aszfaltozott főút közvetlenül tó nyugati partján halad, a tó egy kicsiny részét az út töltése elválasztja a fő vízfelületről.

## Szabadidő, sport
A tó keleti partján, a Monte Piana alatt egy sziklamászó iskola és gyakorlópálya (Klettergarten Dürrensee) működik. A nyugati parton, a Dürrenstein hegyfala alatt egy kis vendéglő található.
A Höhlenstein-völgy teljes hosszában, és tovább dél felé a Boite-völgy ampezzói szakaszán, Toblachtól Cortina d’Ampezzóig, az egykori Dolomit-vasút felszedett sínjeinek nyomvonalán kerékpárutat építettek (ciclabile delle Dolomiti). Télen ugyanitt sífutópályát alakítanak ki. Téli hónapokban, amikor a tó gyakran teljesen befagy, a sífutópályát nagy hurokkal rávezetik tó jegére is.

## Kapcsolódó információk
- Claudio Cima. I laghi delle dolomiti 2 (olasz nyelven). Edizioni Mediterranee (1996). ISBN 88-272-1091-1